# Cook's Bay
Cook's Bay är en vik i Kanada.   Den ligger i provinsen Ontario, i den sydöstra delen av landet, 300 km väster om huvudstaden Ottawa.
Omgivningarna runt Cook's Bay är en mosaik av jordbruksmark och naturlig växtlighet. Runt Cook's Bay är det ganska tätbefolkat, med 185 invånare per kvadratkilometer.